# Hesperis syriaca
Hesperis syriaca är en korsblommig växtart som först beskrevs av Dc., och fick sitt nu gällande namn av F. Dvorák. Hesperis syriaca ingår i släktet hesperisar, och familjen korsblommiga växter. Inga underarter finns listade i Catalogue of Life.